# Если хочешь… Не бойся
«Если хочешь… не бойся» — четвёртый студийный альбом российского поп-певца Юрия Шатунова, выпущенный в 2004 году.

## Об альбоме
В альбоме 12 песен, 6 новых и 6 старых. В старых песнях немного изменены аранжировки и перезаписан вокал, но сам Шатунов предпочитает говорить, что они сделаны «практически в первозданном звучании».
Одна из новых песен — «Не бойся». Музыку к ней написал сам Шатунов, слова — Сергей Кузнецов. В мае 2004 года на музыкальных каналах появился клип на эту песню.
Поклонники и музыкальные критики расценили альбом как неудачный, отметили слишком большое количество старого материала, а новые песни сочли эксплуатацией «ласковомайских» штампов.
...Сайт компании, выпустившей диск, опубликовал поистине сенсационную информацию: 'В прошлом году артист купил в Англии студийное оборудование, аналогов которому у наших артистов, пожалуй, и нет вовсе. Суперзвук, суперкачество, только наивысший уровень технологий, аппаратуры'. То ли эта аппаратура так и стоит нераспакованной, то ли она хороша исключительно тем, что способна дословно воспроизводить звучание группы 'Ласковый май' образца расцвета оной... Послушаешь - и прямо тянет рвануть на барахолку в Малаховку за варёными джинсами. Да вот только нет больше ни барахолки, ни Рижского рынка, ни кооперативов, ни пиратских кассет с написанными фломастером от руки названиями групп. Ехать некуда. Слушать новый закос под возвращающуюся в моду антимузыку и вовсе нет причин.

## Список композиций
| №   | Название трека                                               | Продолжительность |
| --- | ------------------------------------------------------------ | ----------------- |
| 1.  | Не бойся (слова С.Кузнецов, музыка Ю.Шатунов)                | 03:36             |
| 2.  | Если хочешь… (слова С.Кузнецов, музыка Ю.Шатунов)            | 04:31             |
| 3.  | Мне трудно говорить (слова С.Кузнецов, музыка Ю.Шатунов)     | 03:09             |
| 4.  | Цветы (слова и музыка С.Кузнецов)                            | 05:01             |
| 5.  | Ну что же ты [2004] (слова и музыка С.Кузнецов)              | 04:59             |
| 6.  | Дождь-дождь (слова и музыка С.Кузнецов)                      | 04:20             |
| 7.  | Белые розы [2004] (слова и музыка С.Кузнецов)                | 05:43             |
| 8.  | Я откровенен лишь с луною [2004] (слова и музыка С.Кузнецов) | 03:42             |
| 9.  | Лето [2004] (слова и музыка С.Кузнецов)                      | 03:34             |
| 10. | Дни уходят (слова С.Кузнецов, музыка Ю.Шатунов)              | 03:05             |
| 11. | Пусть будет ночь [2004] (слова и музыка С.Кузнецов)          | 05:52             |
| 12. | Мой дождик (слова С.Кузнецов, музыка Ю.Шатунов)              | 03:38             |

## В записи приняли участие
- сведение:

В.Костин, Ю.Шатунов
- продюсер:

Аркадий Кудряшов

## Оформление
- фото — Руслан Рощупкин, стилист — Ольга Савельева, прическа — Катя Дервоедова

## Клипы к альбому
«Не бойся» (2004)